# Arao

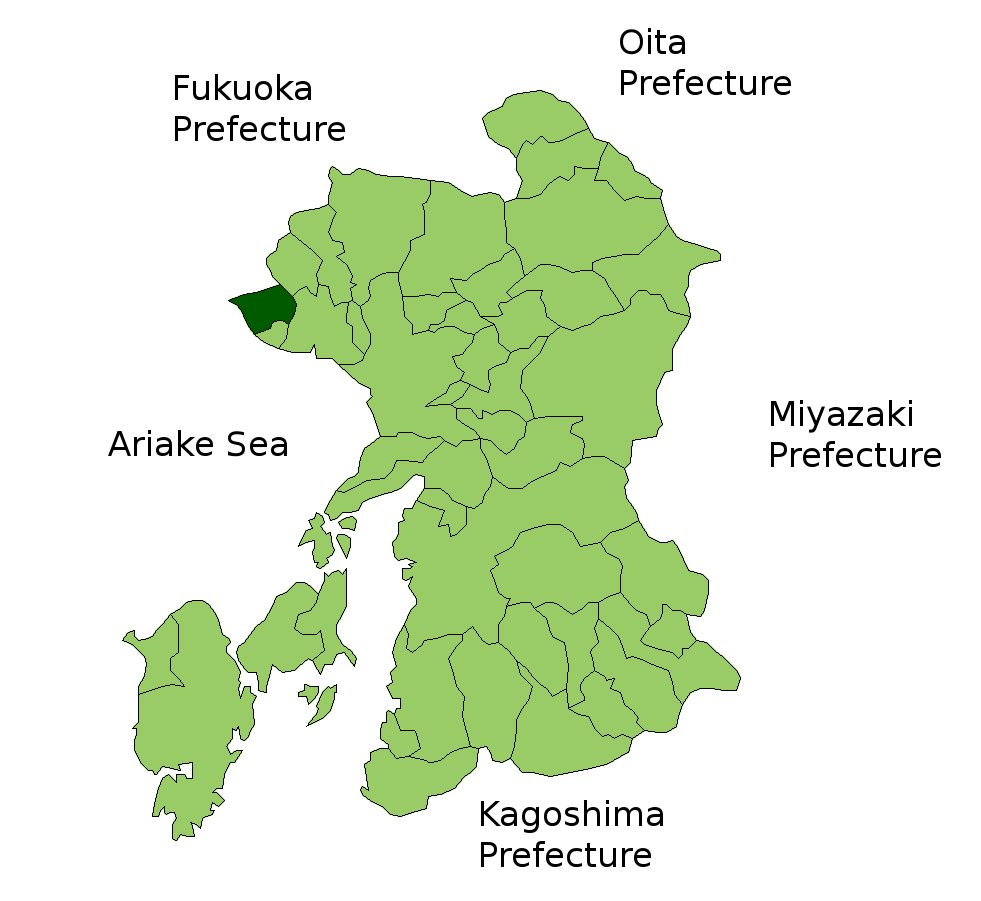

Arao (荒尾市 Arao-shi?) este un municipiu din Japonia, prefectura Kumamoto.